# Pinnixa tubicola
Pinnixa tubicola är en kräftdjursart som beskrevs av Edward Morell Holmes 1894. Pinnixa tubicola ingår i släktet Pinnixa och familjen Pinnotheridae. Inga underarter finns listade i Catalogue of Life.